# Sender Europeu E5
El sender europeu de llarga distància E5 o sender E5 és un dels senders europeus de llarga distància que va de la costa atlàntica francesa de la Bretanya, passant per Suïssa, Àustria i Alemanya, sobre els Alps fins a Venècia, a Itàlia. Està senyalitzat al llarg de tota la distància de 4.120 quilòmetres (2.560 mi). El tram més utilitzat és l'última part, que creua les muntanyes més altes d'Europa des del llac de Constança fins a Itàlia (600 quilòmetres, uns 30 dies). Fins i tot aquesta part no requereix experiència en escalada.

## França
La ruta E5 comença a la Punta de Raz, al nord-oest de França. Inicialment segueix la costa del Canal de la Mànega, després corre terra endins passant per Versalles i segueix el Sena fins a Dijon. Després de travessar els Vosges, el camí arriba al llac de Constança.

## Suïssa
L'E5 passa per les cascades del Rin i després segueix la riba sud del llac de Constança fins a Rheineck.

## Àustria
El sender es dirigeix cap a l'est des de Bregenz i després puja fins a la cabana Staufner i la frontera alemanya.

## Alemanya
La majoria dels caminants de l'E5 surten d'Oberstdorf, on comença la secció alpina. Després de 50 quilòmetres, el sender creua la frontera austríaca després del refugi Kemptner.

## Àustria

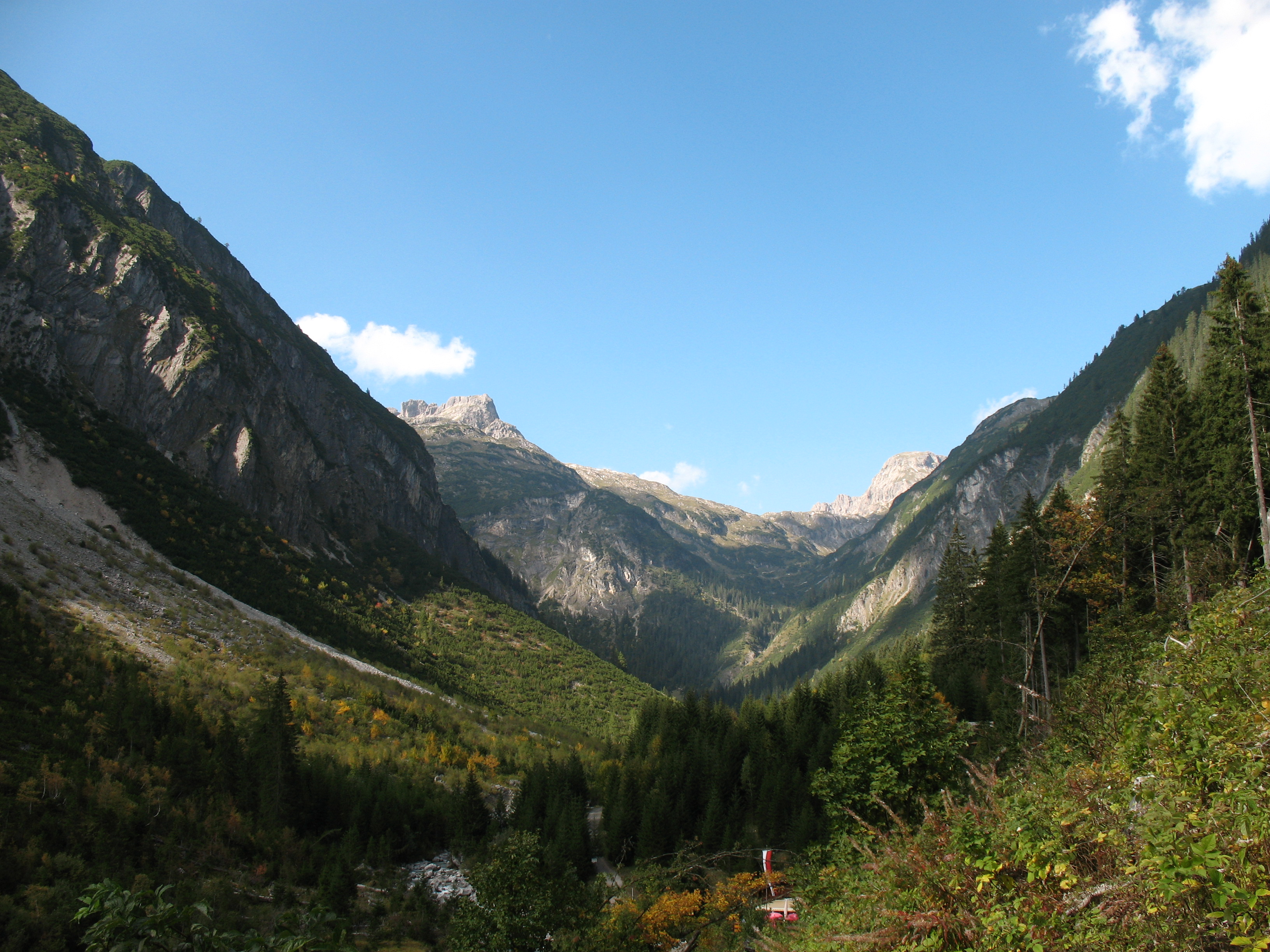
Part austríaca de l'E5 a la vall del Höhenbach

La part més extenuant i espectacular del recorregut (175 km) creua els Alps d'Allgäu, Lechtal i Ötztal. La ruta condueix el viatger per davant de la cabana Memminger cap a Zams i després per Geigenkamm i Kaunergrat fins a Pitztal. Més enllà de Mittelberg, la ruta creua Pitztaler Joch, el punt més alt del sender (2.995 m), abans d'arribar a la frontera italiana, prop del Timmelsjoch.

## Itàlia
L'E5 ara passa per la Heilig Kreuz Spitze i la Hohe Warte fins a Merano i Bolzano. El camí és llavors menys muntanyós i menys concorregut, però encara hi ha més de 12 dies durs de caminada fins a Verona. El camí condueix el viatger al llarg del flanc oest de les Dolomites, passant pel balneari de Levico Terme i pel massís del Pasúbio, carregat d'història, cap a la destinació final, Verona.